# Fahrettin Kerim Gökay
Fahrettin Kerim Gökay (geboren am 10. Januar 1900 in Eskişehir; gestorben am 22. Juli 1987 in Istanbul) war ein türkischer Mediziner und Politiker. Von 1949 bis 1957 war er Gouverneur und Bürgermeister von Istanbul. Von 1957 bis 1960 war er türkischer Botschafter in der Schweiz. Im Jahr 1961 wurde er als Abgeordneter in die Große Nationalversammlung der Türkei gewählt und war 1962/63 Minister für Bau und Siedlungswesen und im Dezember 1963 für kurze Zeit Gesundheitsminister.

## Leben
Fahrettin Kerim Gökay wurde um 1900 als Sohn des Tuchhändlers Abdülkerim Efendi geboren. Seine Familie war von der Krim nach Dobrudscha und dann schließlich Eskişehir ausgewandert. Nach der Grundschule ging er nach Istanbul und besuchte das Liva İdâdîsi, das Darül Feyz -i Hamidi-yi und die Verwaltungsschule Rehber-i İttihad-ı Osmani İdâdîsi. Danach schrieb er sich an der Menba-ül İrfan Mektebinin İdadi in Çemberlitaş ein, um Medizin studieren zu dürfen.
Im Jahr 1922 schloss er sein Studium an der Medizinischen Fakultät der Dârülfünûn in Istanbul erfolgreich ab und absolvierte von 1922 bis 1924 eine neurologische Facharztausbildung in Deutschland. Als er 1924 ins Land zurückkehrte, begann er als Psychiater an der Klinik für Nervenkrankheiten Toptaşı zu arbeiten. Im Jahr 1926 wurde er außerordentlicher Professor und 1933 Professor und 1946 ordentlicher Professor.
Schon während seines Studiums engagierte sich Gökay politisch. Im Jahr 1949 wurde er Gouverneur und Bürgermeister von Istanbul. In seine Amtszeit fiel die starke Migration von Einwanderern vom balkan, darunter vor allem viele bulgarische Türken. Gökay ließ in den Istanbuler Stadtteilen Güngören, Gaziosmanpaşa, Zeytinburnu und angrenzenden Bezirken Siedlungen für die Einwanderer bauen.
In seine Amtszeit als Gouverneur von Istanbul fielen auch die antigriechischen Pogrome am 6. bis 7. September 1955. Nach Kritik boten Gökay und der damalige Innenminister Namık Gedik ihren Rücktritt an, der aber abgelehnt wurde. Bis 1957 blieb er Gouverneur und Bürgermeister von Istanbul. Trotzdem musste sich Gökay 1960/61 vor Yassıada-Gerichten verantworten, wurde aber freigesprochen.
Am 20. November 1957 wurde Fahrettin Kerim Gökay als Botschafter an die türkische Botschaft in Bern berufen. Am 20. Juli 1960 wurde er nach dem Militärputsch von der Regierung entlassen und zum Berater im Außenministerium ernannt. Im Jahr 1961 wurde er Provinzvorsitzender der Yeni Türkiye Partisi in Istanbul. Während dieser Amtszeit wurde er zum Istanbuler Abgeordneten der 12. Legislaturperiode der Großen Nationalversammlung gewählt. Während seiner Amtszeit als Parlamentsabgeordneter fungierte er zwischen Juni 1962 und November 1963 auch als Minister für Bau und Siedlungswesen und im Dezember 1963 für kurze Zeit als Gesundheitsminister im 9. Kabinett İnönü.
Fahrettin Kerim Gökay verstarb am 22. Juli 1987 und wurde auf dem Friedhof Sahrayıcedid in Kadıköy beigesetzt.